# Metacordyceps chlamydosporia
Metacordyceps chlamydosporia är en svampart som först beskrevs av H.C. Evans, och fick sitt nu gällande namn av G.H. Sung, J.M. Sung, Hywel-Jones & Spatafora 2007. Metacordyceps chlamydosporia ingår i släktet Metacordyceps och familjen Clavicipitaceae.   Inga underarter finns listade i Catalogue of Life.